# Наволоки
Наволоки (на руски: Наволоки) e град в Русия, разположен в Кинешемски район, Ивановска област. Населението на града към 1 януари 2018 е 9374 души.